# Partiorganisatör
Partiorganisatör är en befattning inom Nationaldemokraterna, och inom Sverigedemokraterna till 2003.
Uppdraget som partisekreterare inom många andra partier i Sverige uppdelas enligt denna titulatur i partisekreterare för det utåtriktade arbetet inklusive omvärldskontakterna, och partiorganisatör för det inåtriktade arbetet. Organisatören är således sysselsatt med riksorganisationens kontakter med distrikt och lokalavdelningar, och tillskapandet av lokal organisation där sådan tidigare saknats.